# Amerigo Vespucci (voilier)
Pour les articles homonymes, voir Vespucci.
L’Amerigo Vespucci est un voilier-école italien. Il appartient à la Marina militare, la marine militaire italienne, utilisé à la formation des élèves officiers. Il est actuellement l'un des plus anciens trois-mâts carré à naviguer, le plus ancien navire-école de la marine italienne en service et un des plus grands voiliers école militaire du monde.
Le voilier porte le nom du célèbre navigateur italien Amerigo Vespucci. Il est basé à l'arsenal militaire de La Spezia.

## Histoire
Ce voilier s'inspire d'un navire militaire du XIXe siècle, le Re Galantuomo (it). Construit à Naples à la demande de Benito Mussolini, il est issu du projet de Francesco Rotundi, lieutenant colonel du Génie naval qui s'est inspiré du voilier Monarca, bateau amiral de l’armada de mer du royaume des Deux-Siciles, appelé aussi « Roi gentilhomme » qui fut réquisitionné par l'armée piémontaise après l'unification de l'Italie. Le voilier a été entièrement construit aux chantiers navals de Castellammare di Stabia en 1930 et mis à l'eau le 22 février 1931. Le 15 octobre 1931, dans le port de Gênes, l'unité reçut son premier pavillon des mains de son premier commandant, Augusto Radicati di Marmorito. Sa mission était de former les officiers de la Regia Marina avec le Cristoforo Colombo, son sister-ship.
À la fin de la Seconde Guerre mondiale, le Cristoforo Colombo a été cédé à l'URSS en indemnisation de dommages de guerre. De 1946 à 1952 il a donc été l'unique navire voilier école de la marine militaire italienne. Ceci jusqu'à la mise en service de l’Ebe, une goélette brigantine construite en 1921 et achetée par la marine militaire en 1952.
La devise du navire, officialisée en 1978, est : Pas celui qui commence mais celui qui persévère. Cette devise exprime la vocation du navire à la formation des futurs officiers de la Marine Militaire. Les devises précédentes étaient : Pour la patrie et pour le Roi ; remplacée en 1946 par : Solides dans la furie des vents et des événements.
La formation des élèves se déroule par l'intermédiaire de campagnes de formation. En 2012, il effectue sa 77e campagne. Chaque croisière d'instruction emprunte un itinéraire différent. Le navire-école s'est rendu en Europe du Nord 37 fois, en Méditerranée 20 fois, en Atlantique Oriental quatre fois, en Amérique du Nord sept fois, en Amérique du Sud une fois. Le voilier a bouclé une fois le tour du monde.
Au cours de la dernière décennie, en plus de la formation à la mer, le voilier a souvent joué le rôle d'ambassadeur de l'art, de la culture et de l'ingénierie italienne. Pour cela, à l'occasion de faits marquants, il a fait escale dans les plus importants ports du monde : à Auckland (Nouvelle-Zélande), en octobre 2002  à l'occasion de la 31e édition de la Coupe de l'America, plus récemment à Athènes en 2004 à l'occasion des Jeux olympiques et à Portsmouth en 2005 où il a tenu un rôle de premier plan, pour la commémoration de la  bataille de Trafalgar.
Le voilier maintient vivantes les traditions anciennes. Les voiles sont encore en toile de jute, les cordages toujours en fibres végétales. Toutes les manœuvres sont exécutées manuellement. Chaque ordre est donné par le commandant, par l'intermédiaire du maître d'équipage, au sifflet de manœuvre. À la coupée, à l'embarquement et au débarquement des autorités, les honneurs au sifflet de gabier sont rendus, selon les rangs et les grades. En 2006, 75 ans après sa mise en service, d'importants travaux d’entretien du navire ont été effectués auprès de l'Arsenal militaire maritime de La Spezia.
Ceux-ci ont consisté au remplacement complet du mât de trinquette, à cause des limites d'usure atteintes. Ce mât a été réalisé à l'identique en utilisant les méthodes artisanales d’origine. Quelques tôles rivetées de la coque ont été changées par d'habiles artisans. La passerelle de navigation a été modernisée et équipée de systèmes de navigation GPS et de transmissions par satellites.
Selon Nice-Matin en 2021, il est basé à Gênes.

## Participation aux rassemblements de grands voiliers

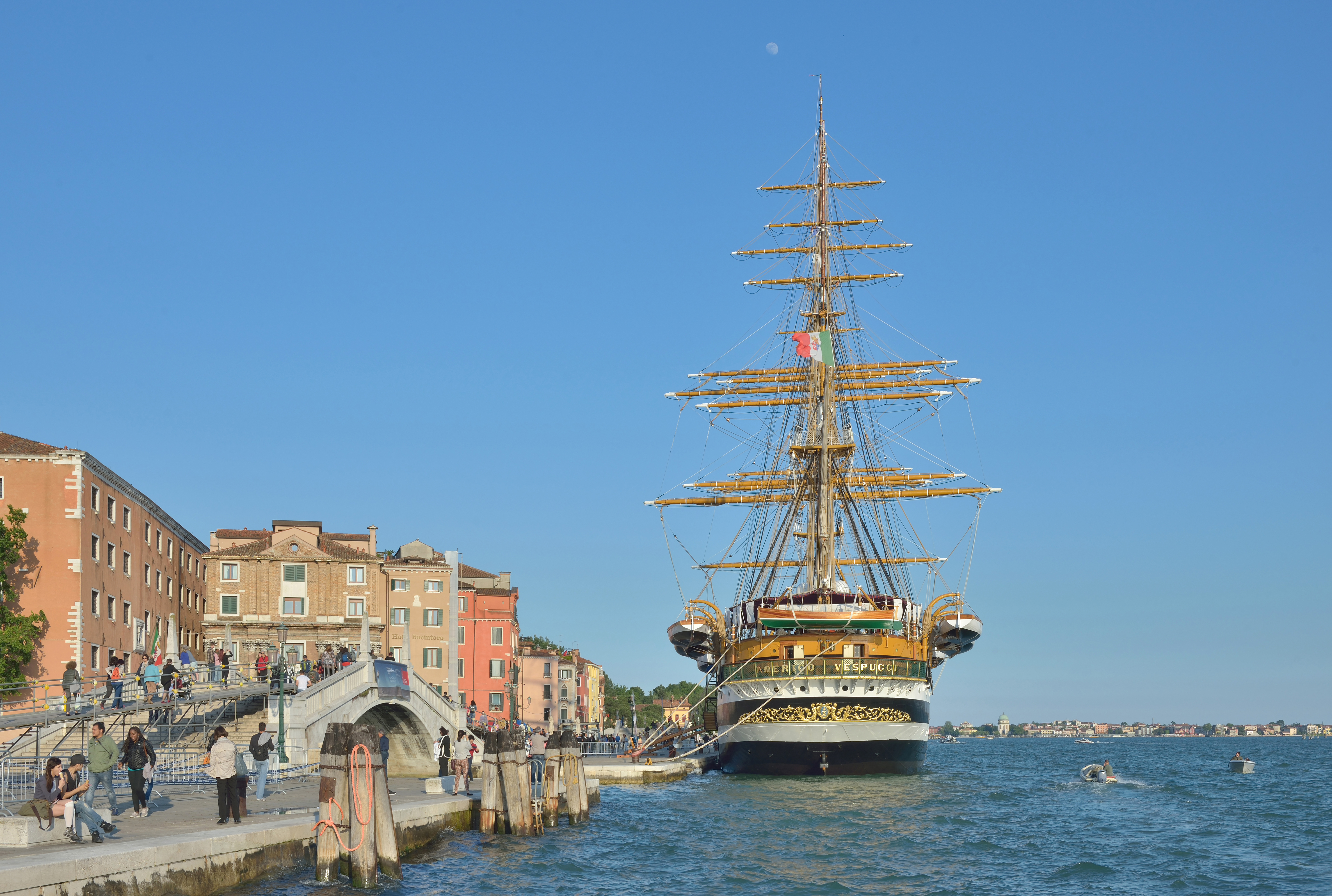
Amerigo Vespucci devant le Musée de la Marine de Venise, mai 2016

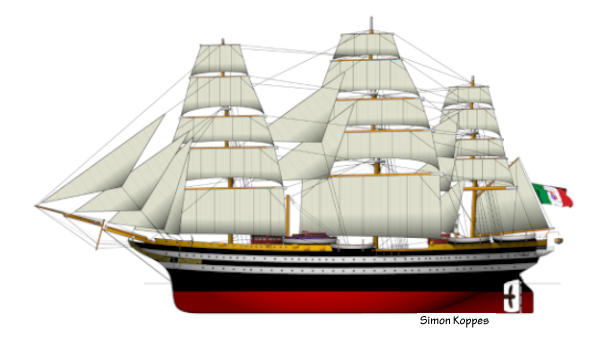
Dessin d'Amerigo Vespucci

### Tall Ships' Races
En 2000  le voilier Amerigo Vespucci a participé à la Tall Ships' Races. Cette compétition met en confrontation le Tall Ship, groupe de voiliers et autres navires à mâts des marines militaires du monde entier. Pendant six mois, l’Amerigo Vespucci a parcouru plus de 10 000 milles. Il termina second derrière le voilier allemand Gorch Fock II.
Le voilier école a aussi représenté les voiliers italiens à la Tall Ships' Races 2007 méditerranéenne. L’Amerigo Vespucci a aussi participé à la manifestation « La Mer doit vivre », une croisière écologique qui s'est déroulée en Méditerranée du 9 avril au 15 juin 1978. Le 15 juin 1978, le navire fait escale dans les principaux ports de la Méditerranée. Les postes italiennes ont émis pour l'occasion une série spéciale de quatre timbres oblitérés.

### Armada de Rouen
Ce voilier, qui est un des plus appréciés des amateurs de vieux gréements, est un habitué des rassemblements de Rouen : aux Voiles de la liberté en 1989 puis à l'Armada de la liberté en 1994, et en 2008. Sa participation à l'Armada à Rouen a été commémorée par un timbre-poste français en 1999, faisant partie d'une série spéciale de dix timbres.

### Voiles de Légende
Voiles de Légende, Toulon, 2013.

## Fiche descriptive

### Caractéristiques
- Longueur : 86 m (101 m hors tout avec le beaupré)
- Largeur : 15,5 m au maître-bau
- Tirant d'eau : 7,30 m
- Déplacement à pleine charge : 4 100 t
- Vitesses : au moteur 12 nœuds, 14,6 nœuds maximum à la voile
- Équipage : 16 officiers, 72 officiers mariniers, 170 quartiers-maîtres et matelots et 220 élèves
- Coque : en acier (tôles rivetées) à trois ponts composés d'un pont principal et d'une batterie et coursive.Avec au centre une petite passerelle de navigation, un gaillard à l'avant et une dunette à l'arrière
- Embarcations de servitude et d'instruction : 11 destinées à l'apprentissage et aux services portuaires
- Surface voilure : 2 800 m2 sur 26 voiles carrées et en toile de jute (fibre naturelle)
- Gréement : sur trois mâts et beaupré, grand mât (54 m), mât d'artimon (50 mètres) et mât de misaine (43 m)
- Manœuvres fixes et courantes en fibre naturelle d'environ 34 km de longueur
- Couverture du pont, château, roof et finitions en bois de teck
- Propulsion : de type diésel-électrique. Deux moteurs diesel Fiat B308 ESS couplés à deux générateurs électriques de propulsion  Marelli de 1 491,4 kW développant 3 000 cv, une hélice à quatre pales fixes. Quatre Diesel alternateurs founnissent l'énergie électrique

### Service à bord
L'équipage est composé de 16 officiers, 72 officiers mariniers et 190 quartiers-maîtres et matelots. Pendant les mois d'été, le navire embarque aussi les élèves officiers de première année issus de l'Académie navale de Livourne ; environ 140 élèves. Le bâtiment a alors à son bord un total d'environ 470 marins.
L'équipage est divisé en plusieurs services :
- le service « conduite nautique », chargé de la navigation et des transmissions ;
- le service « manœuvre » qui arme les embarcations, effectue les accostages, les appareillages et les mouillages, ainsi que tout ce qui concerne la manœuvre des voiles ;
- le service « armurerie » qui entretient les armes individuelles et les canons de saluts. Il forme les élèves officiers aux règlements militaires. Il est composé de fusiliers marins qui veillent au respect de la discipline ;
- le service « énergie-propulsion » qui est chargé de la mise en œuvre des moteurs de propulsion et de leur maintenance ainsi que de la production du courant électrique ;
- le service « commissariat » est chargé de l'administration militaire et comptable et de tout ce qui concerne l'alimentation de l'équipage ;
- enfin, un service « médical » veille à la bonne santé du personnel.

## Liste de ses commandants
Le 15 juin 1931, le capitano di vascello Augusto Radicati di Marmorito, dernier commandant du précédent Amerigo Vespucci, unité radiée en 1928, assura la passation de témoin entre l’ancienne unité et la nouvelle en assumant son commandement.
- Capitano di vascello Augusto Radicati di Marmorito  15 juin 1931 - 19 octobre 1932
- Capitano di corvetta Giorgio Biagi  20 octobre 1932 -  23 octobre 1932
- Capitano di corvetta Giuseppe Michelucci  24 octobre 1932 - 24 février 1933
- Capitano di fregata Aristotile Bona  25 février 1933-30 avril 1933
- Capitano di vascello Tommaso Panunzio  1er mai 1933 - 16 juin 1934
- Capitano di fregata Valerio Della Campana  17 juin 1934 - 27 octobre 1934
- Capitano di corvetta Giuseppe Gastone Pardo  28 octobre 1934 - 10 décembre 1934
- Capitano di corvetta Marco Aurelio Raggio  11 décembre 1934 - 15 décembre 1934
- Capitano di corvetta Antonio Muffone  16 décembre 1934 -  16 juin 1935
- Capitano di vascello Aristotile Bona  17 juin 1935 - 13 septembre 1935
- Capitano di corvetta Mario Giorgini  14 septembre 1935 - 23 octobre 1935
- Tenente di Vascello Ferdinando Riva di San Severino  24 octobre 1935 - 16 novembre 1935
- Tenente di Vascello  Alessandro Mazzetti di Pietralata 17 novembre 1935 - 30 novembre 1935
- Capitano di corvetta Pietro Corras  1er décembre 1935 - 15 octobre 1936
- Capitano di fregata Gaetano Correale  16 mai 1936 - 26 mai 1936
- Capitano di fregata Giuseppe Raimondo  27 mai 1936 -  16 juin 1936
- Capitano di fregata Luigi Corsi  17 juin 1936-13 mai 1937
- Capitano di fregata Giuseppe Prelli  14 mai 1937 - 23 septembre 1938
- Capitano di fregata Giuseppe Del Minio  24 septembre 1938 - 27 septembre 1938
- Capitano di fregata Fortunato Bertelli  28 septembre 1938 - 13 octobre 1938
- Capitano di fregata Rodolfo Del Minio  14 octobre 1938 - 30 avril 1939
- Capitano di corvetta Carlo Hugher di Lowenberg  1er mai 1939 - 26 juin 1939
- Capitano di fregata Rodolfo Del Minio  27 juin 1939 - 8 octobre 1939
- Capitano di corvetta Luigi Monterisi  9 octobre 1939 - 18 décembre 1939
- Capitano di corvetta Alfredo Ghiselli  19 décembre 1939 - 22 janvier 1940
- Capitano di fregata Rodolfo Del Minio  23 janvier 1940 - 30 juillet 1940
- Capitano di fregata Diego Guicciardi  31 juillet 1940 - 23 décembre 1940
- Capitano di fregata Ernesto Navone  24 décembre 1940 - 12 juillet 1941
- Capitano di corvetta Vittorio Ferrandi  13 juillet 1941 - 24 juillet 1941
- Capitano di vascello Sebastiano Morin  25 juillet 1941 - 27 août 1944
- Capitano di corvetta Marcello Sanfelice di Monteforte  28 août 1944 - 2 septembre 1944
- Capitano di vascello Andrea Gasparini  3 septembre 1944 - 6 mai 1945
- Capitano di vascello Francesco Padolecchia  7 mai 1945 - 14 novembre 1946
- Capitano di corvetta Aldo Borromeo  15 novembre 1946 - 21 février 1947
- Capitano di corvetta Gino Rosica  22 février 1947 - 27 mai 1947
- Capitano di corvetta Eugenio Manca di Villahermosa  28 mai 1947 - 30 juin 1947
- Capitano di vascello Candido Bigliardi  1er juillet 1947 - 24 octobre 1947
- Capitano di corvetta Eugenio Manca di Villahermosa  25 octobre 1947 - 11 janvier 1948
- Capitano di fregata Luciano Sotgiu  12 janvier 1948 - 9 juillet 1948
- Capitano di vascello Ugo Avelardi  10 juillet 1948 - 23 octobre 1948
- Capitano di corvetta Eugenio Manca di Villahermosa  24 octobre 1948 - 11 novembre 1948
- Capitano di corvetta Mario Gigli  12 novembre 1948 - 27 janvier 1949
- Capitano di fregata Renato Frascolla  28 janvier 1949 - 15 mai 1949
- Capitano di vascello Umberto Del Grande  16 mai 1949 - 29 mai 1949
- Capitano di fregata Arrigo Trallori  30 mai 1949 - 23 juin 1949
- Capitano di vascello Umberto Del Grande  24 juin 1949 - 18 octobre 1950
- Capitano di fregata Pasquale Gigli  19 octobre 1950 - 7 mai 1951
- Capitano di vascello Silvano Brengola  8 mai 1951 - 10 mai 1952
- Capitano di vascello Emilio Olivieri  11 mai 1952 - 10 janvier 1953
- Capitano di fregata Andrea Sersale  11 janvier 1953 - 24 avril 1953
- Capitano di vascello Luciano Sotgiu  25 avril 1953 - 15 décembre 1953
- Capitano di fregata Francesco Bartoli  16 décembre 1953 - 20 mai 1954
- Capitano di vascello Emilio Olivieri  21 mai 1954 - 30 juin 1954
- Capitano di vascello Alcide Bardi  1er juillet 1954 - 23 novembre 1954
- Capitano di vascello Francesco Bartoli 24 novembre 1954 - 18 décembre 1954
- Tenente di Vascello Alvise Fon  19 décembre 1954 - 10 janvier 1955
- Capitano di fregata Pietro Gherardelli  11 janvier 1955 - 31 mai 1955
- Capitano di vascello Ugo Giudice 1er juin 1955 - 31 mars 1956
- Capitano di vascello Arrigo Trallori  1er avril 1956 - 7 novembre 1956
- Capitano di fregata Italo Bimbi  8 novembre 1956 - 30 novembre 1956
- Capitano di vascello Giuseppe Zambardi  1er décembre 1956 - 19 novembre 1957
- Capitano di vascello Mario Gigli  20 novembre 1957 - 26 octobre 1958
- Capitano di vascello Eugenio Manca di Villahermosa  27 octobre 1958 - 30 octobre 1960
- Capitano di vascello Fazio Casari  31 octobre 1960 - 31 octobre 1961
- Capitano di vascello Marco Revedin  1er novembre 1961 - 31 octobre 1962
- Capitano di vascello Corrado De Qual  1er novembre 1962 - 10 novembre 1963
- Capitano di vascello Ulrico Laccetti  11 novembre 1963 - 5 juin 1964
- Capitano di vascello Danilo Silvestri  6 juin 1964 - 20 novembre 1964
- Capitano di vascello Agostino Straulino 21 novembre 1964 - 28 octobre 1965
- Capitano di vascello Renato D'Ottaviano  29 octobre 1965 - 29 octobre 1966
- Capitano di vascello Carlo Lapanje  30 octobre 1966 - 31 octobre 1967
- Capitano di vascello Ugo Foschini  1er novembre 1967 - 25 octobre 1968
- Capitano di vascello Alberto Varanini  26 novembre 1968 - 20 janvier 1970
- Capitano di vascello Vincenzo Scarpato  21 janvier 1970 - 27 janvier 1971
- Capitano di vascello Piero Bernotti  28 janvier 1971 - 20 décembre 1971
- Capitano di vascello Francesco Ribuffo  21 décembre 1971-31 octobre 1972
- Capitano di vascello Giorgio Belliardi  1er novembre 1972 - 9 mars 1973
- Capitano di vascello Mario Germani  10 mars 1973 - 20 mars 1973
- Capitano di vascello Alvise Fon  21 mars 1973 - 12 octobre 1973
- Capitano di vascello Giuseppe Colombo  13 octobre 1973 - 5 octobre 1974
- Capitano di vascello Franco Faggioni  6 octobre 1974 - 8 octobre 1975
- Capitano di vascello Roberto Palombieri  9 octobre 1975 - 27 octobre 1976
- Capitano di vascello Roberto Truglio  28 octobre 1976-28 octobre 1977
- Capitano di vascello Mario Di Giovanni  29 octobre 1977-28 octobre 1978
- Capitano di vascello Andrea Corsini  29 octobre 1978-28 octobre 1979
- Capitano di vascello Giovanni Iannucci  29 octobre 1979-28 octobre 1980
- Capitano di vascello Franco Valentino  29 octobre 1980-28 octobre 1981
- Capitano di vascello Vincenzo Angelantoni  29 octobre 1981-29 octobre 1982
- Capitano di vascello Renato Sicurezza  30 octobre 1982-29 octobre 1983
- Capitano di vascello Alessandro Ronca  30 octobre 1983-29 octobre 1984
- Capitano di vascello Aldo Defranceschi  30 octobre 1984-29 octobre 1985
- Capitano di vascello Romano Di Cecio  30 octobre 1985-29 octobre 1986
- Capitano di vascello Tullio Dequal  30 octobre 1986-29 octobre 1987
- Capitano di vascello Gianluca Assettati  30 octobre 1987-29 octobre 1988
- Capitano di vascello Sergio Santi  30 octobre 1988-29 octobre 1989
- Capitano di vascello Marco Pistelli  30 octobre 1989-29 octobre 1990
- Capitano di vascello Mario Tumiati  30 octobre 1990-29 octobre 1991
- Capitano di vascello Giancarlo Schiavoni  30 octobre 1991-29 octobre 1992
- Capitano di vascello Dalmazio Sauro  30 octobre 1992-29 octobre 1993
- Capitano di vascello Gabriele Cola  30 octobre 1993-29 octobre 1994
- Capitano di vascello Armando Leoni  30 octobre 1994-29 octobre 1995
- Capitano di vascello Riccardo Ricci  30 octobre 1995 - 3 novembre 1996
- Capitano di vascello Angelo Leonardo Lattarulo  4 novembre 1996 - 22 novembre 1998
- Capitano di vascello Francesco Carlo Rizzo di Grado et di Premuda  23 novembre 1998-23 novembre 1999
- Capitano di vascello Ugo Bertelli  24 novembre 1999 - 26 octobre 2000
- Capitano di vascello Angelo Libertucci  27 octobre 2000 - 26 octobre 2001
- Capitano di vascello Gai Vassallo  27 octobre 2001-26 octobre 2002
- Capitano di vascello Giuseppe Antonio Guglietta  27 octobre 2002-26 octobre 2003
- Capitano di vascello Francesco Carlo Bottoni  27 octobre 2003-26 octobre 2004
- Capitano di vascello Mario Billardello 27 octobre 2004-26 octobre 2005
- Capitano di vascello Andrea Liorsi  27 octobre 2005-26 octobre 2006
- Capitano di vascello Massimo Vianello  27 octobre 2006-26 octobre 2007
- Capitano di vascello Maurizio Bonora 27 octobre 2007-26 octobre 2008
- Capitano di vascello Claudio Confalonieri 27 octobre 2008-26 octobre 2009
- Capitano di vascello Paolo Giacomo Reale 27 octobre 2009-26 octobre 2010
- Capitano di vascello Domenico La Faja 27 octobre 2010-26 octobre 2011
- Capitano di vascello Curzio Pacifici 27 octobre 2011-…

## Divers

### Un précédentAmerigo Vespucci
Un voilier portant le nom d’Amerigo Vespucci a précédé l’actuel navire. L'unité précédente était également utilisée comme navire école.
Construit à partir du 9 décembre 1879, à l'arsenal de Venise, et mis à l'eau le 31 juillet 1882, il commença sa carrière en tant que croiseur à voile et à vapeur. En 1893 il fut transformé en navire-école pour les élèves de l'académie navale de Livourne. Il effectua 26 campagnes d'instruction avant d'être désarmé en 1927, au terme d’une campagne de formation en Méditerranée occidentale.

### Curiosités
- Le peintre et sculpteur spezzin contemporain Ferdinando Carotenuto a réalisé les « hommages » du Vespucci destinés aux ambassades étrangères.
- Parallèlement à sa carrière de militaire, un des commandants de l'unité, Agostino Straulino, fut un sportif de haut niveau, en voile, catégorie Star. Médaillé à plusieurs reprises, il obtient une médaille d'or olympique à Helsinki lors des Jeux olympiques de 1952.
- Comme bateau militaire, ce voilier école n'est pas répertorié sur MarineTraffic.com[3]. Une drague, sous pavillon luxembourgeois, basée à Douala (Cameroun) porte le même nom.
- Le 9 janvier 2025, Santo Marcianò, archevêque aux Armées italiennes le désigne comme église du Jubilé 2025[4].

## Galerie photo

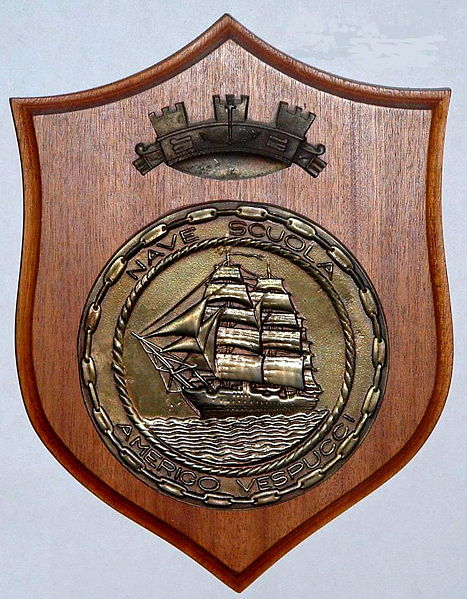
Le blason du voilier école
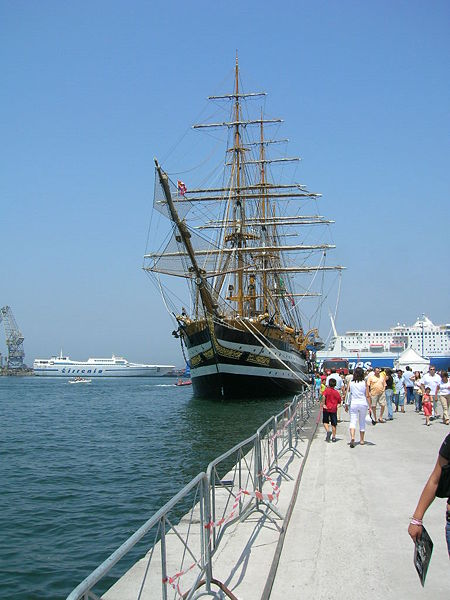
Amerigo Vespucci à Castellammare di Stabia (75e anniversaire)
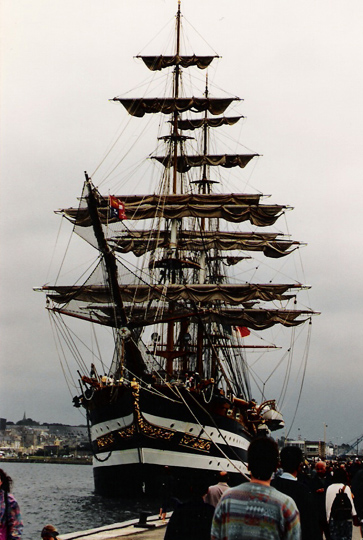
L'Amerigo Vespucci au port de Saint-Malo
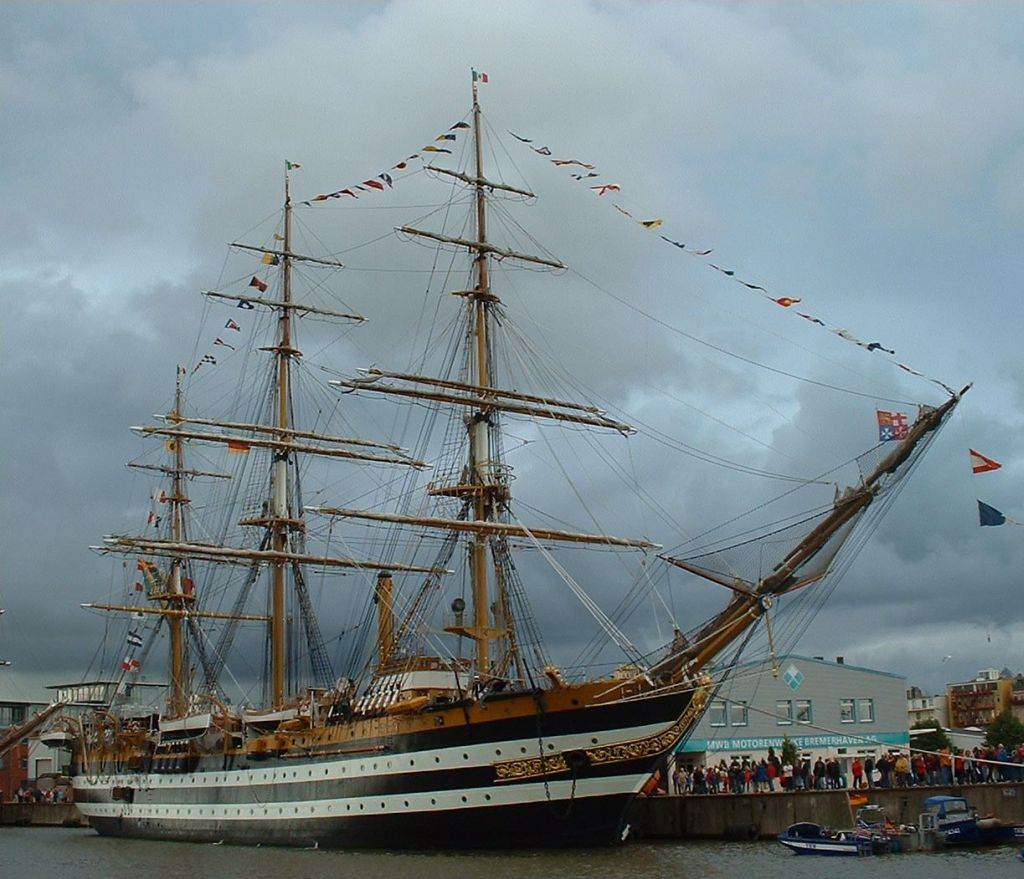
A Bremerhaven en 2005
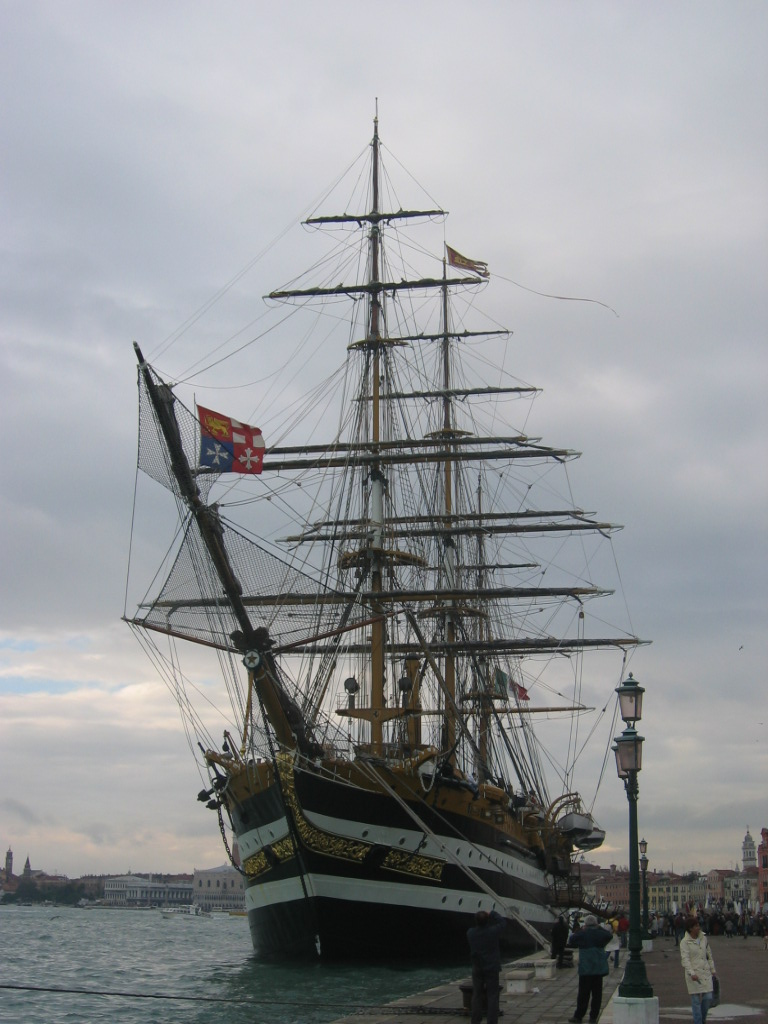
L'Amerigo Vespucci à Venise en 2004
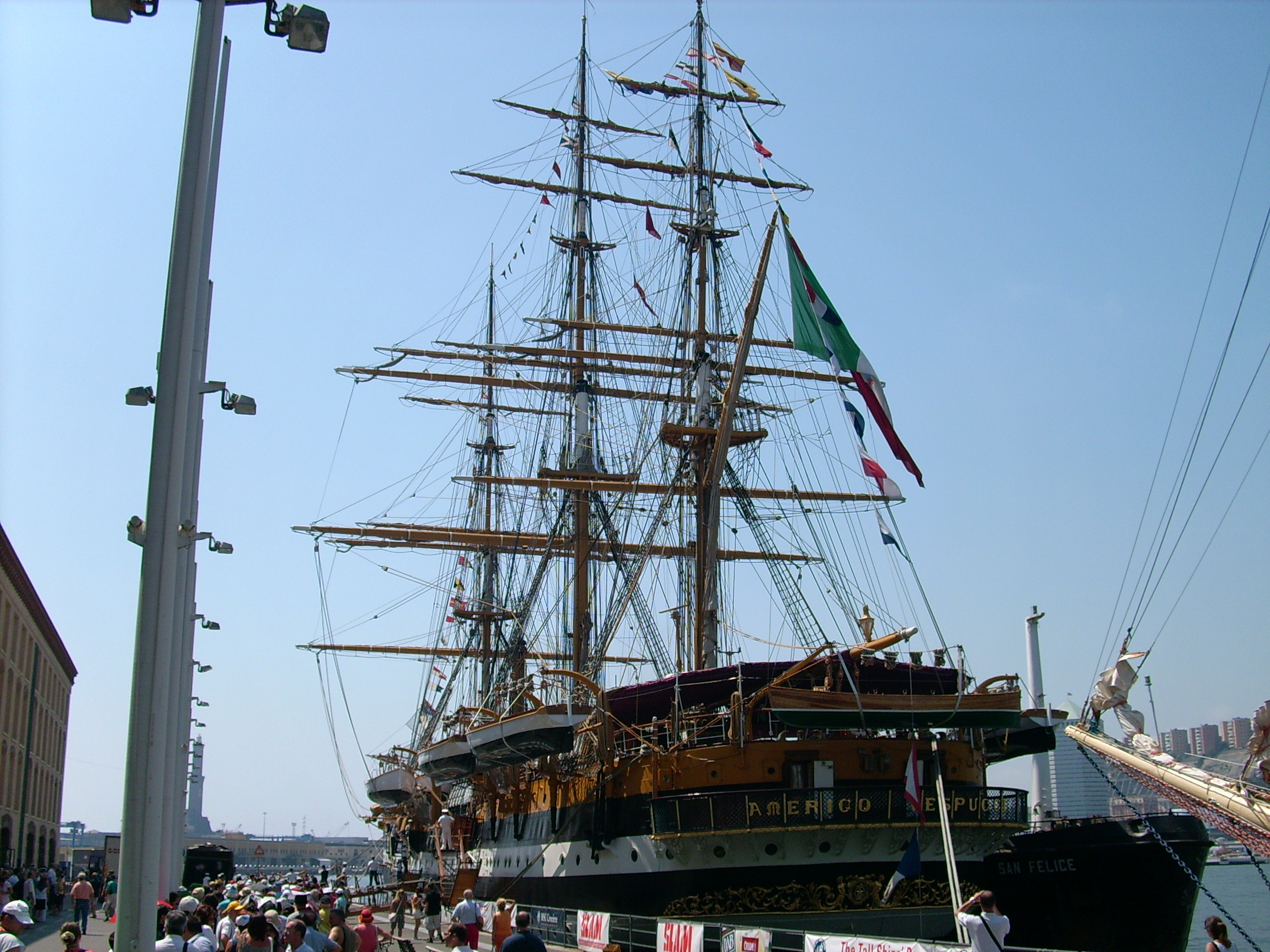
L' Amerigo Vespucci à Gênes en 2007
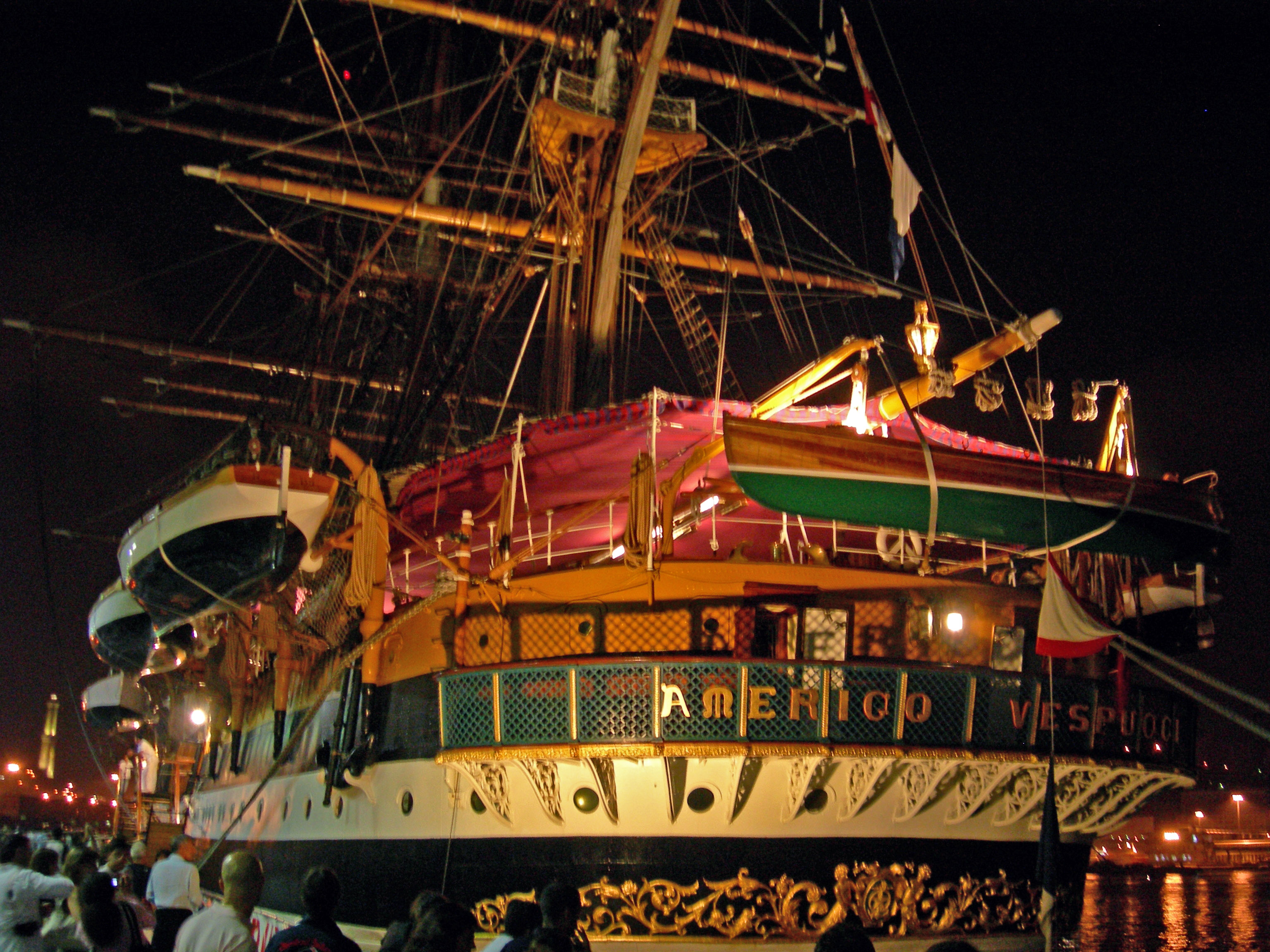
L' Amerigo Vespucci au Port antique de Gênes
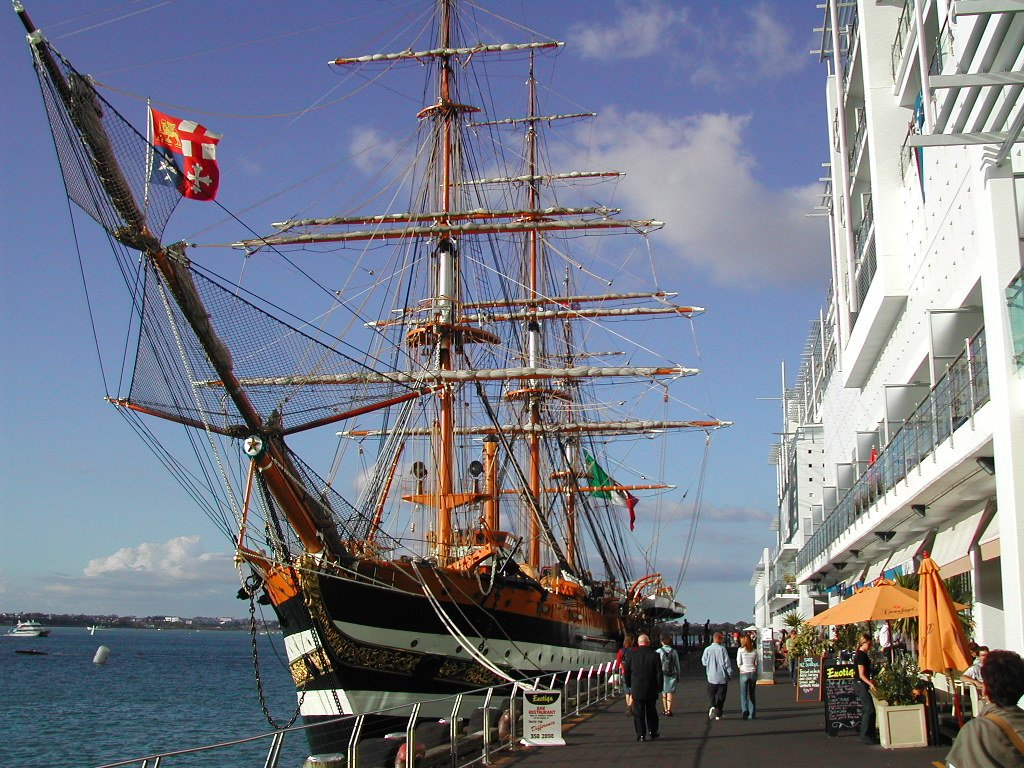
L' Amerigo Vespucci à Auckland, Nouvelle-Zélande, novembre 2002
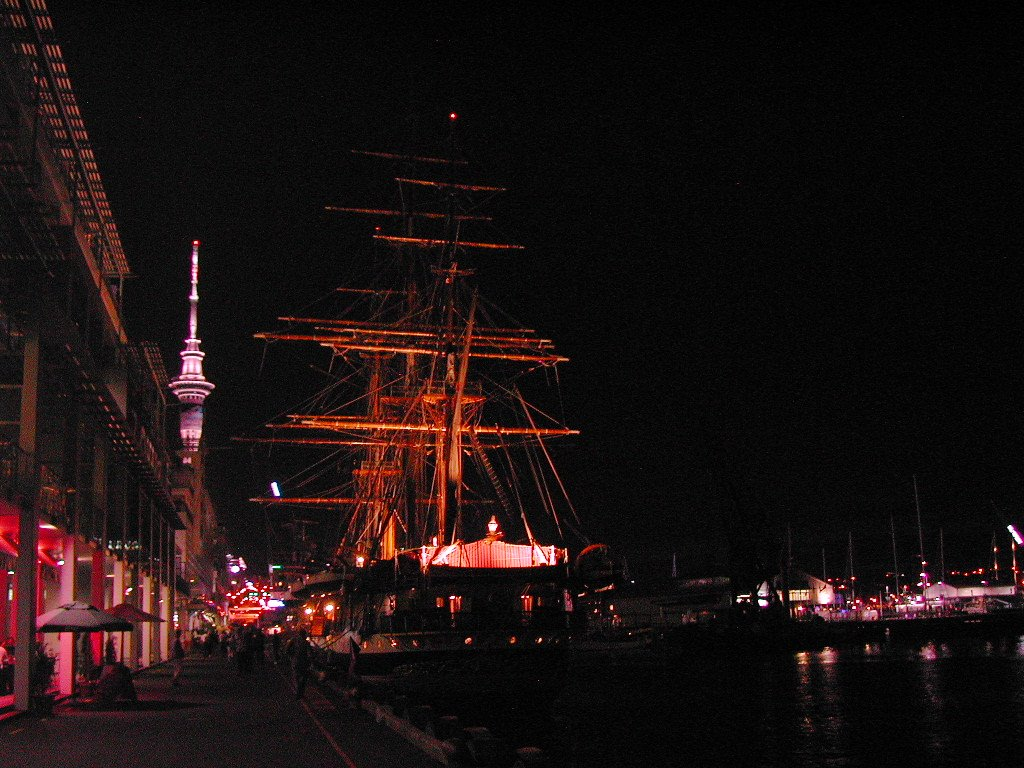
L' Amerigo Vespucci à Auckland, Nouvelle-Zélande novembre 2002. La nuit. Sur le fond la Sky Tower.
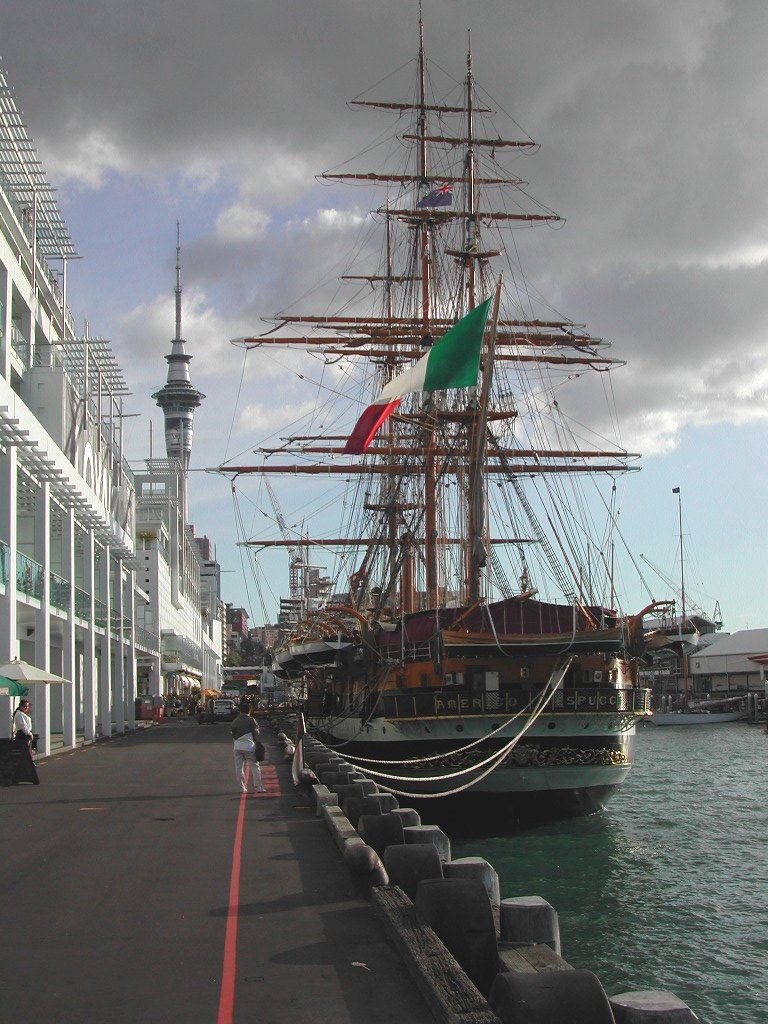
Auckland (Nouvelle-Zélande) - 2002
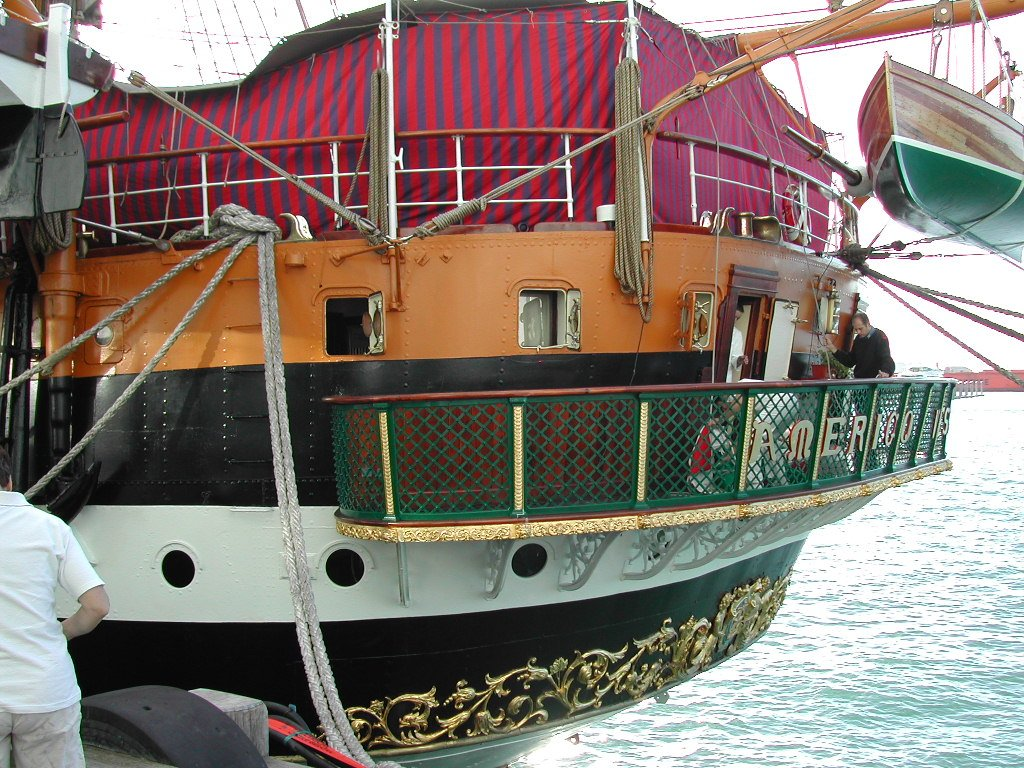
Auckland (Nouvelle-Zélande) - 2002
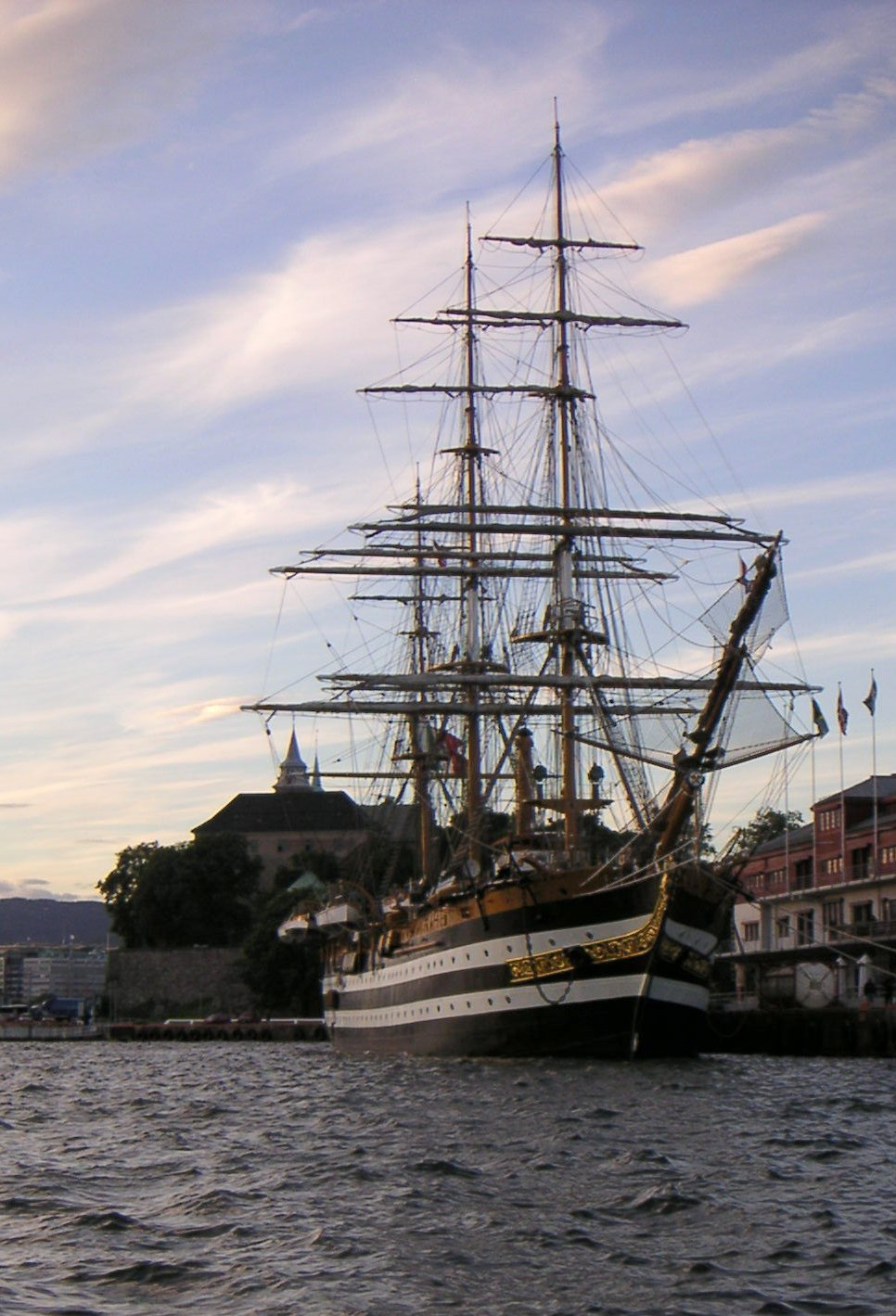
Akershus Festning-Norvège
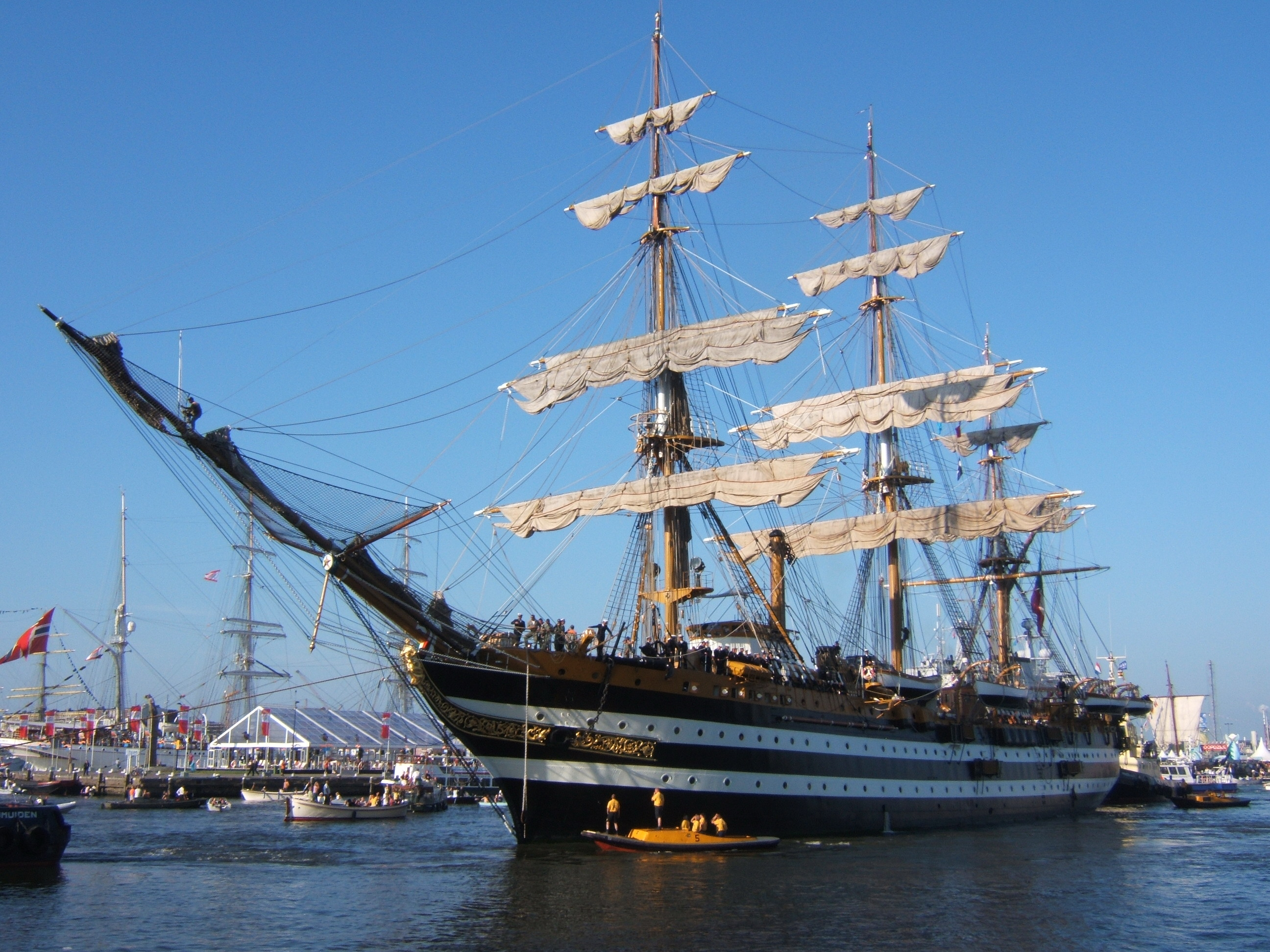
Voilier Amerigo Vespucci
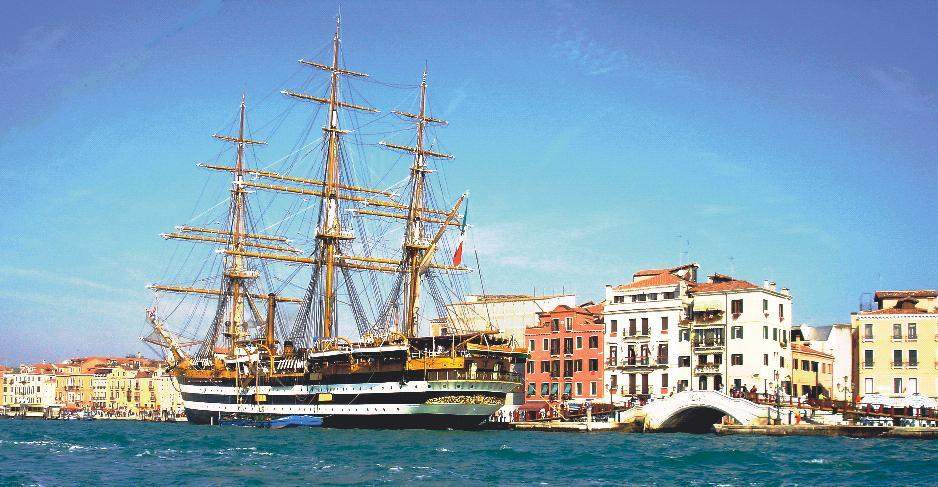
L'Amerigo Vespucci à Venise en 2006
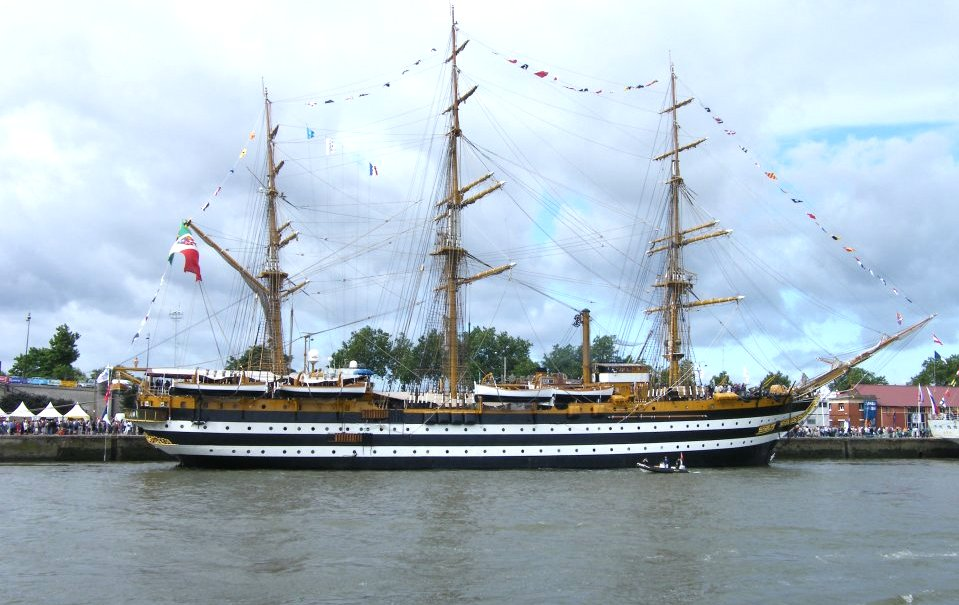
Le voilier Amerigo Vespucci à l'Armada 2008 de Rouen
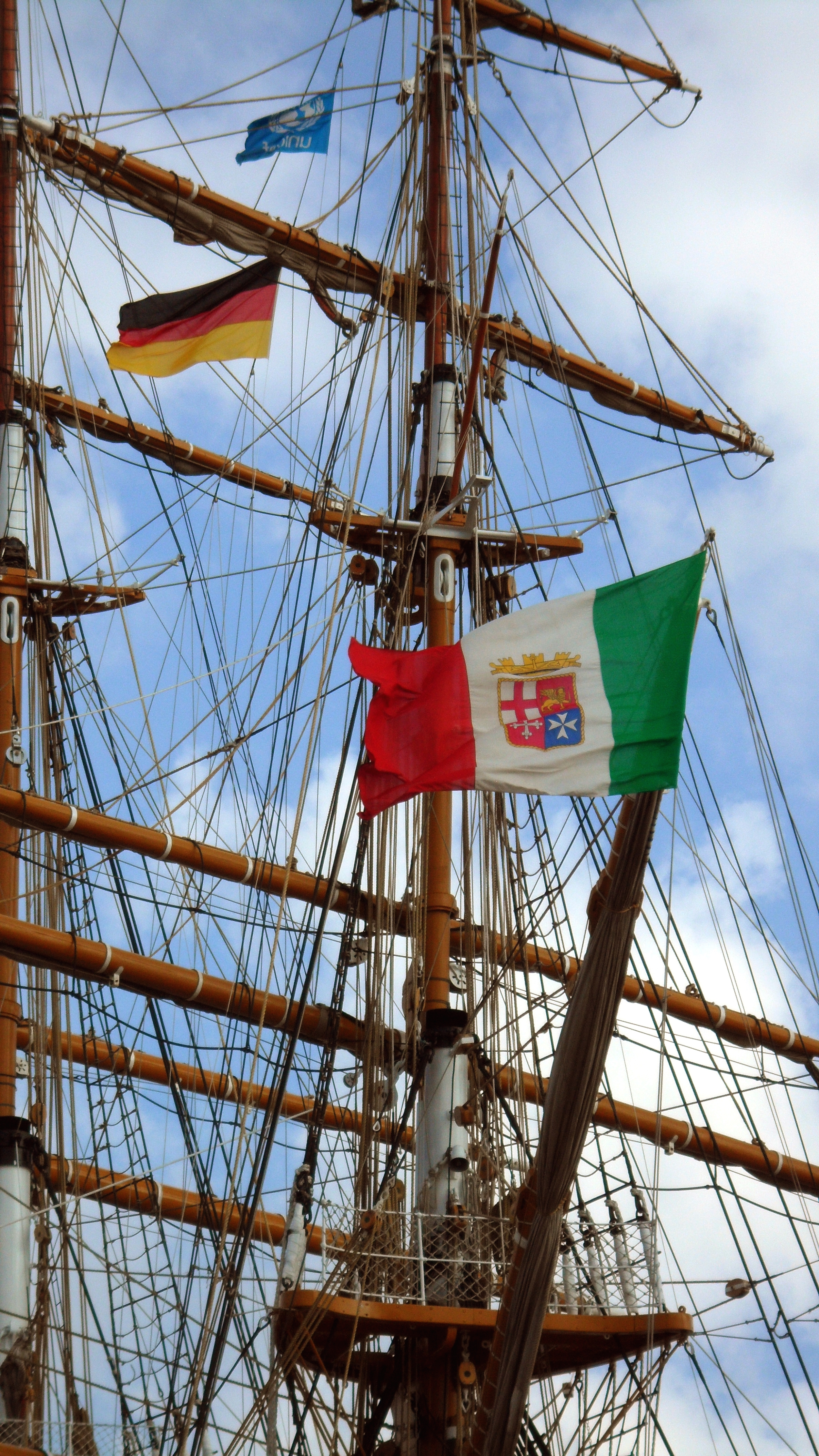
Le voilier Amerigo Vespucci à Hambourg, en août 2013
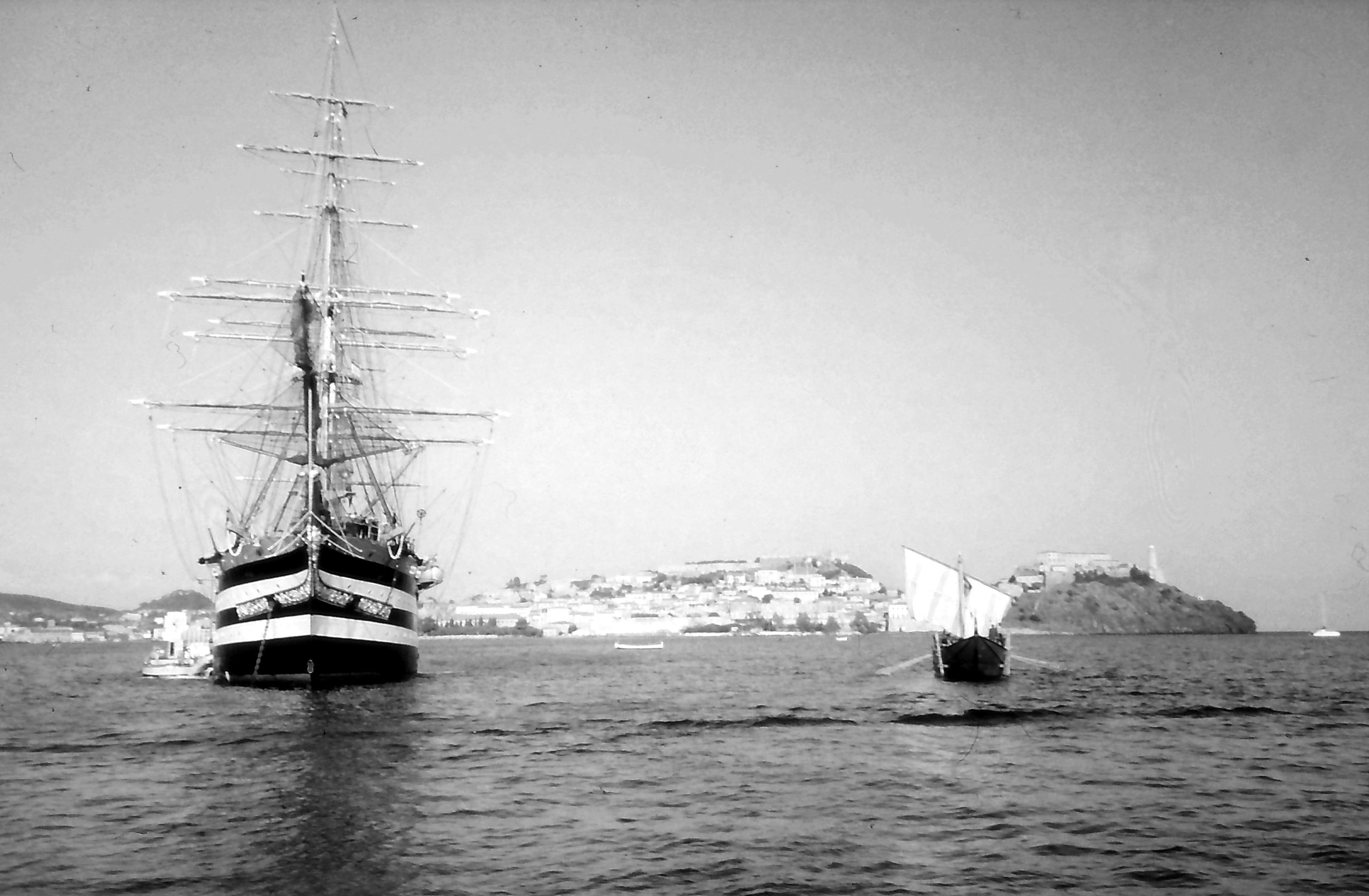
Amerigo Vespucci & bireme Ivlia, l'île d'Elbe 1991.